# Prunet-et-Belpuig
Prunet-et-Belpuig is een gemeente in het Franse departement Pyrénées-Orientales (regio Occitanie) en telt 58 inwoners (2009). De plaats maakt deel uit van het arrondissement Prades.

## Geografie
De oppervlakte van Prunet-et-Belpuig bedraagt 26,0 km², de bevolkingsdichtheid is dus 2,2 inwoners per km².
De onderstaande kaart toont de ligging van Prunet-et-Belpuig met de belangrijkste infrastructuur en aangrenzende gemeenten.

## Demografie
Onderstaande figuur toont het verloop van het inwonertal (bron: INSEE-tellingen).